# Fernando Parrado
Fernando Seler Parrado Dolgay (Montevideo, 9 de diciembre de 1949), conocido como Nando Parrado, es un exjugador de rugby, corredor de carreras de lanchas, autos y motos, empresario, productor y presentador uruguayo. 
Es conocido por ser uno de los dieciséis supervivientes del accidente aéreo de los Andes, también conocido como Milagro de los Andes, ocurrido el 13 de octubre de 1972. Después de estar dos meses atrapado en las montañas con otros supervivientes, Roberto Canessa y él escalaron a través de las cumbres en un viaje de casi diez días para encontrar ayuda.

## Biografía
Nació en Montevideo el 9 de diciembre de 1949, como el segundo de los tres hijos y el único varón de Seler Parrado y Eugenia Xenia Dolgay, una inmigrante ucraniana llegada a Uruguay a los 16 años.
 

Criado en el barrio Carrasco, cursó sus estudios en el colegio Stella Maris, donde jugaba en el equipo de rugby estudiantil. Al momento del accidente era estudiante universitario de ingeniería mecánica, aunque al regresar de las montañas abandonó sus estudios para dedicarse al negocio familiar: las ferreterías. Posteriormente también corrió como piloto en competencias de motocicletas y automóviles en Sudamérica y Europa.

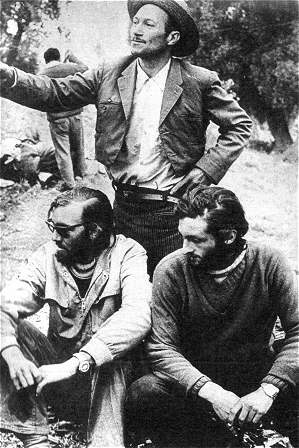
Nando Parrado (abajo izquierda) y Roberto Canessa junto al arriero chileno Sergio Catalán, quien los encontró perdidos en las montañas de la Cordillera de los Andes, en diciembre de 1972.

Murieron a causa del accidente su madre y su hermana Susana. Ambas iban en la fila izquierda de la cabina de pasajeros. La madre falleció en el impacto final, cuando el fuselaje se detuvo contra un banco de nieve. Susana quedó con heridas superficiales, aunque Gustavo Zerbino y Canessa -entonces estudiantes de medicina- sospechaban, con acierto, que tenía daños internos graves. A las pocas horas manifestó síntomas de gangrena en las piernas, debido a las temperaturas por debajo de los cero grados celsius. Al tercer día, Nando, tras recuperar muy lentamente el conocimiento después de un traumatismo craneoencefálico, se hizo cargo de ella, alimentándola y masajeándole las piernas ennegrecidas. Aun así fue poco lo que pudo hacer por ella. Susana, en medio de su delirio, solía llamar a su fallecida madre, balbuceaba incoherencias y tarareaba canciones infantiles inglesas. Por su estado de semiinconsciencia, le fue casi imposible saber a Nando si su hermana menor lo reconocía. Finalmente, tras varios días de agonía, falleció en sus brazos, el 21 de octubre, día en que el Servicio Aéreo de Rescate daba por suspendida la búsqueda oficial de la aeronave perdida. La joven tenía escasos veinte años.
En el accidente también perdió a su mejor amigo, Francisco "Panchito" Abal, de 21 años, quien murió debido a una hemorragia cerebral, y a su antiguo amigo Guido Magri, de 24 años, quien había muerto en el impacto del avión.
Fue la primera persona, junto con Roberto Canessa, en escalar y dar nombre al hoy conocido como monte Seler, nombrado en memoria de su padre, y el primero en entrar en contacto con el arriero con el que se encontraron .
Parrado compitió en automovilismo en Sudamérica y Europa, participando del Campeonato Europeo de Turismo con un Alfa Romeo Alfasud Sprint para el equipo oficial Autodelta. También corrió, entre otras, en la carrera de automóviles históricos Le Mans Classic.Gran aficionado a la Fórmula 1, forjó una buena amistad con Jackie Stewart y con Bernie Ecclestone. Incluso llegó a probar un McLaren con el que compitió Niki Lauda y ejerció de mecánico en algunas carreras de la categoría reina.
Parrado es copropietario de La Casa del Tornillo, la ferretería industrial de su familia en Montevideo. Además es presentador y productor de televisión, realizando el programa de motor Vértigo y los documentales de la National Geographic en Teledoce. También se dedica a dar conferencias de superación personal en todo el mundo.